# Venuzio
Venuzio (fl. I secolo) è stato un principe britanno, re dei Briganti (Britannia settentrionale) nel I secolo d.C., cioè all'epoca dell'invasione romana dell'isola.

## Biografia
Per alcuni storici, sarebbe stato della tribù dei Carveti, che probabilmente apparteneva alla confederazione dei Briganti.
Le fonti antiche lo ricordano per la prima volta nell'anno 51 d.C. come marito di Cartimandua, regina dei Briganti. Presso Cartimandua si recò Carataco, leader della resistenza anti-romana britannica, che era stato sconfitto da Publio Ostorio Scapula. Il regno dei Briganti era nominalmente indipendente. Cartimandua e Venuzio, però, erano fedeli alleati di Roma e quindi la regina fece gettare in catene Carataco.

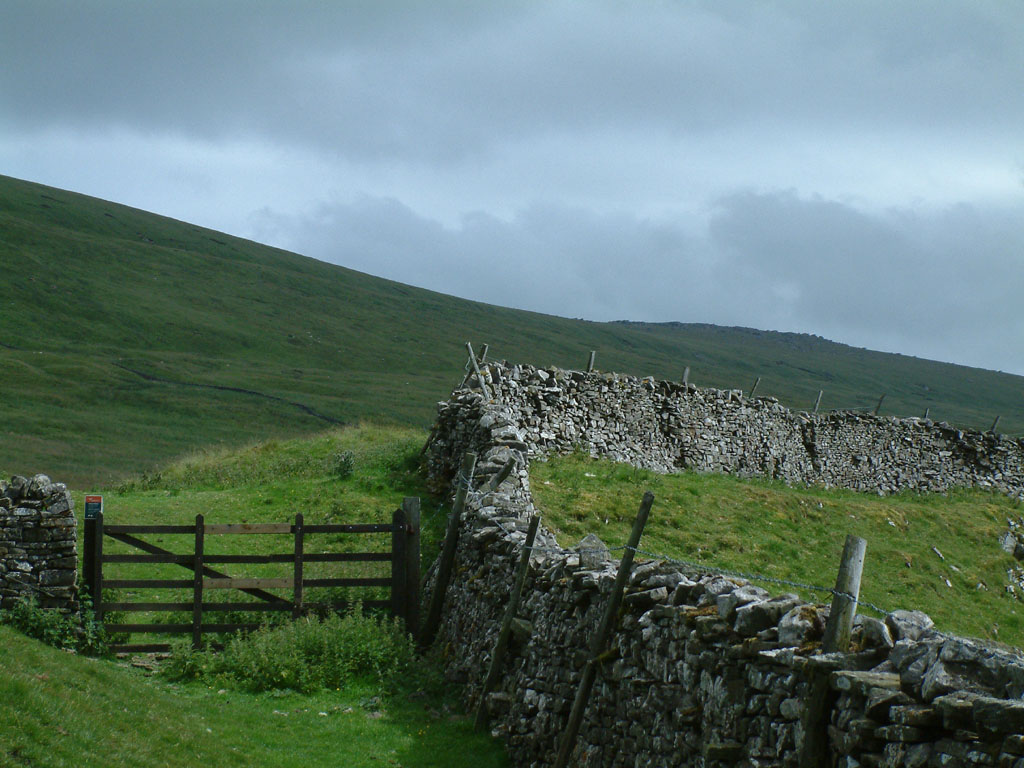
Sezione del Tor Dyke, un muro difensivo costruito per volere di Venuzio allo scopo di contrastare le invasioni romane

Tuttavia, Venuzio divenne ben presto il nuovo capo del movimento anti-romano. Stancatasi, sembra, di lui, Cartimandua sposò 
Vellocato, che divenne sovrano al posto di Venuzio. All'inizio l'ex monarca tentò di rovesciare la regina, che però era protetta da Roma. Allora, Venuzio si ribellò, ma fu sconfitto da Cesio Nasica all'epoca del governatorato di Aulo Didio Gallo (52 - 57).
Approfittando della debolezza romana durante la guerra civile dell'anno 69 (anno dei quattro imperatori), Venuzio si ribellò e Cartimandua, che dai suoi alleati aveva ricevuto solo delle truppe ausiliarie, scappò. Venuzio salì sul trono.
La rivolta venne sedata (Venuzio sconfitto e i Briganti sottomessi) da Quinto Petillio Ceriale (71 - 74), che era forse fratello minore di Cesio Nasica. Sta di fatto che negli anni successivi il governatore Gneo Giulio Agricola (78 - 84) poté marciare senza difficoltà attraverso le terre dei Briganti durante le sue campagne militari contro i Caledoni.